# Israel af Ekenstam
Israel af Ekenstam, född den 20 september 1784 på Sålla i Sjögestads socken, Östergötlands län, död den 6 mars 1856 i Stockholm, var en svensk militär. Han var son till Nils Adolph af Ekenstam.

## Biografi
af Ekenstam blev kadett vid Krigsakademien på Karlberg 1796 och utexaminerades 1800. Han blev fänrik vid Livgrenadjärregementet sistnämnda år, underlöjtnant vid Fältmätningskåren 1806, löjtnant där samma år, kapten i armén 1809, major i armén och i generalstaben 1810 samt överadjutant hos kungen 1812. af Ekenstam blev adelsman vid faderns död 1813. Han beviljades överstelöjtnants avsked 1816. af Ekenstam blev överstelöjtnant i armén 1825, major vid topografiska kåren 1836 och överste i armén 1840. Han beviljades avsked ur krigstjänsten 1846 och blev tullinspektor vid Stora Sjötullen på Blockhusudden samma år. af Ekenstam invaldes som ledamot av Krigsvetenskapsakademien 1837. Han blev riddare av Svärdsorden 1815.